# Eublemma compuncta
Eublemma compuncta is een vlinder van de familie van de spinneruilen (Erebidae). De wetenschappelijke naam van deze soort werd voor het eerst voorgesteld als Thalpochares compuncta door Julius Lederer in een publicatie uit 1871.
De soort komt voor in Iran.